# Sint Agatha
Sint Agatha è una località e un'ex-municipalità dei Paesi Bassi situata nella provincia del Brabante Settentrionale.
La località è menzionata per la prima volta nel 1315 e attorno al 1371 vi fu fondato un monastero di canonici regolari dell'Ordine della Santa Croce.
Soppressa nel 1810, il suo territorio è stato unito a quello della municipalità di Cuijk.